# Arrondissement Libourne
Das Arrondissement Libourne ist ein Verwaltungsbezirk im französischen Département Gironde in der Region Nouvelle-Aquitaine. Es besteht aus 9 Kantonen und 129 Gemeinden. Hauptort (Sitz der Unterpräfektur) ist Libourne.

## Geschichte
Am 4. März 1790 wurde mit der Gründung des Départements Gironde auch ein District de Libourne gegründet, der in weiten Teilen dem heutigen Arrondissement entsprach. Am 17. Februar 1800 wurde daraus das Arrondissement gegründet.

## Geographie
Das Arrondissement grenzt im Norden an das Arrondissement Jonzac im Département Charente-Maritime, im Osten an die Arrondissements Périgueux und Bergerac im Département Dordogne, im Süden an das Arrondissement Langon, im Westen an das Arrondissement Bordeaux und im Nordwesten an das Arrondissement Blaye.

## Verwaltung
Das Arrondissement untergliedert sich in fünf Kantone:
- Le Libournais-Fronsadais
- Le Nord-Gironde (mit 2 von 26 Gemeinden)
- Le Nord-Libournais
- Le Réolais et Les Bastides (mit 14 von 90 Gemeinden)
- Les Coteaux de Dordogne

## Gemeinden
Die Gemeinden (INSEE-Code in Klammern) des Arrondissements Libourne sind:
| 1. Abzac (33001)                         | 2. Arveyres (33015)                    | 3. Asques (33016)                       | 4. Baron (33028)                         |
| 5. Bayas (33034)                         | 6. Belvès-de-Castillon (33045)         | 7. Bonzac (33062)                       | 8. Bossugan (33064)                      |
| 9. Branne (33071)                        | 10. Cabara (33078)                     | 11. Cadarsac (33079)                    | 12. Cadillac-en-Fronsadais (33082)       |
| 13. Camiac-et-Saint-Denis (33086)        | 14. Camps-sur-l’Isle (33088)           | 15. Caplong (33094)                     | 16. Castillon-la-Bataille (33108)        |
| 17. Chamadelle (33124)                   | 18. Civrac-sur-Dordogne (33127)        | 19. Coubeyrac (33133)                   | 20. Coutras (33138)                      |
| 21. Daignac (33147)                      | 22. Dardenac (33148)                   | 23. Doulezon (33153)                    | 24. Espiet (33157)                       |
| 25. Eynesse (33160)                      | 26. Flaujagues (33168)                 | 27. Francs (33173)                      | 28. Fronsac (33174)                      |
| 29. Galgon (33179)                       | 30. Gardegan-et-Tourtirac (33181)      | 31. Génissac (33185)                    | 32. Gensac (33186)                       |
| 33. Gours (33191)                        | 34. Grézillac (33194)                  | 35. Guillac (33196)                     | 36. Guîtres (33198)                      |
| 37. Izon (33207)                         | 38. Jugazan (33209)                    | 39. Juillac (33210)                     | 40. La Lande-de-Fronsac (33219)          |
| 41. La Rivière (33356)                   | 42. La Roquille (33360)                | 43. Lagorce (33218)                     | 44. Lalande-de-Pomerol (33222)           |
| 45. Lapouyade (33230)                    | 46. Le Fieu (33166)                    | 47. Les Artigues-de-Lussac (33014)      | 48. Les Billaux (33052)                  |
| 49. Les Églisottes-et-Chalaures (33154)  | 50. Les Lèves-et-Thoumeyragues (33242) | 51. Les Peintures (33315)               | 52. Les Salles-de-Castillon (33499)      |
| 53. Libourne (33243)                     | 54. Ligueux (33246)                    | 55. Lugaignac (33257)                   | 56. Lugon-et-l’Île-du-Carnay (33259)     |
| 57. Lussac (33261)                       | 58. Maransin (33264)                   | 59. Margueron (33269)                   | 60. Montagne (33290)                     |
| 61. Mouillac (33295)                     | 62. Mouliets-et-Villemartin (33296)    | 63. Moulon (33298)                      | 64. Naujan-et-Postiac (33301)            |
| 65. Néac (33302)                         | 66. Nérigean (33303)                   | 67. Périssac (33317)                    | 68. Pessac-sur-Dordogne (33319)          |
| 69. Petit-Palais-et-Cornemps (33320)     | 70. Pineuilh (33324)                   | 71. Pomerol (33328)                     | 72. Porchères (33332)                    |
| 73. Puisseguin (33342)                   | 74. Pujols (33344)                     | 75. Puynormand (33347)                  | 76. Rauzan (33350)                       |
| 77. Riocaud (33354)                      | 78. Sablons (33362)                    | 79. Saillans (33364)                    | 80. Saint-Aignan (33365)                 |
| 81. Saint-André-et-Appelles (33369)      | 82. Saint-Antoine-sur-l’Isle (33373)   | 83. Saint-Aubin-de-Branne (33375)       | 84. Saint-Avit-de-Soulège (33377)        |
| 85. Saint-Avit-Saint-Nazaire (33378)     | 86. Saint-Christophe-de-Double (33385) | 87. Saint-Christophe-des-Bardes (33384) | 88. Saint-Cibard (33386)                 |
| 89. Saint-Ciers-d’Abzac (33387)          | 90. Saint-Denis-de-Pile (33393)        | 91. Sainte-Colombe (33390)              | 92. Sainte-Florence (33401)              |
| 93. Sainte-Foy-la-Grande (33402)         | 94. Saint-Émilion (33394)              | 95. Sainte-Radegonde (33468)            | 96. Sainte-Terre (33485)                 |
| 97. Saint-Étienne-de-Lisse (33396)       | 98. Saint-Genès-de-Castillon (33406)   | 99. Saint-Genès-de-Fronsac (33407)      | 100. Saint-Germain-de-la-Rivière (33414) |
| 101. Saint-Germain-du-Puch (33413)       | 102. Saint-Hippolyte (33420)           | 103. Saint-Jean-de-Blaignac (33421)     | 104. Saint-Laurent-des-Combes (33426)    |
| 105. Saint-Magne-de-Castillon (33437)    | 106. Saint-Martin-de-Laye (33442)      | 107. Saint-Martin-du-Bois (33445)       | 108. Saint-Médard-de-Guizières (33447)   |
| 109. Saint-Michel-de-Fronsac (33451)     | 110. Saint-Pey-d’Armens (33459)        | 111. Saint-Pey-de-Castets (33460)       | 112. Saint-Philippe-d’Aiguille (33461)   |
| 113. Saint-Philippe-du-Seignal (33462)   | 114. Saint-Quentin-de-Baron (33466)    | 115. Saint-Quentin-de-Caplong (33467)   | 116. Saint-Romain-la-Virvée (33470)      |
| 117. Saint-Sauveur-de-Puynormand (33472) | 118. Saint-Seurin-sur-l’Isle (33478)   | 119. Saint-Sulpice-de-Faleyrens (33480) | 120. Saint-Vincent-de-Pertignas (33488)  |
| 121. Savignac-de-l’Isle (33509)          | 122. Tarnès (33524)                    | 123. Tayac (33526)                      | 124. Tizac-de-Curton (33531)             |
| 125. Tizac-de-Lapouyade (33532)          | 126. Vayres (33539)                    | 127. Vérac (33542)                      | 128. Vignonet (33546)                    |
| 129. Villegouge (33548)                  |                                        |                                         |                                          |